# Unglück von Guadalajara 1992

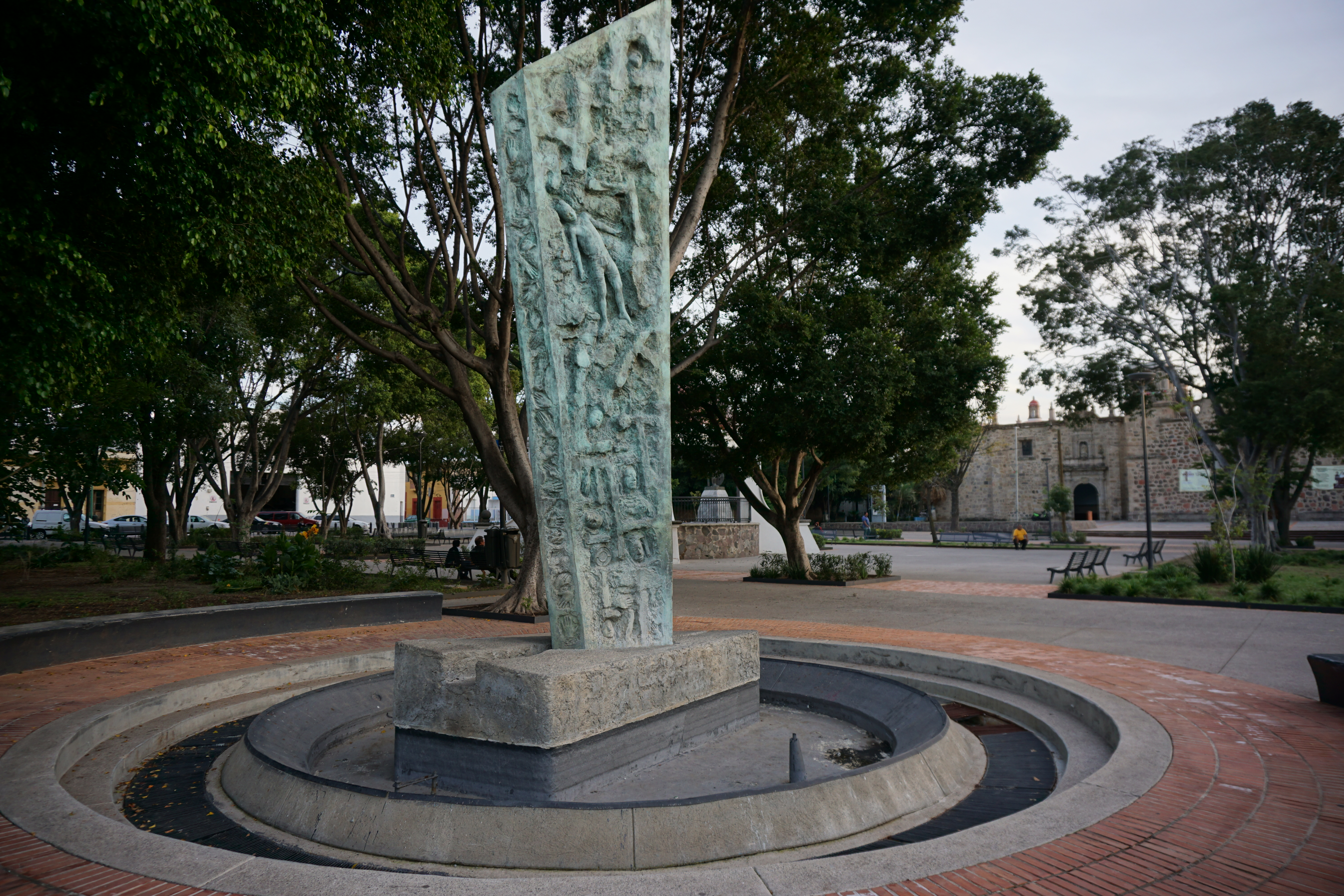
Gedenkstele für die Opfer von 1992 im Park vor der historischen Kirche Templo de San Sebastián de Analco (2019)

Das Unglück von Guadalajara ereignete sich am 22. April 1992 im Stadtteil Analco von Guadalajara, Mexiko. Ursache waren Explosionen im Kanalnetz über einen Zeitraum von vier Stunden. In deren Folge stürzten Hunderte Gebäude an mehreren Straßenzügen ein. Nach offiziellen Angaben fanden 212 Menschen in den Trümmern den Tod, 69 wurden als vermisst gemeldet, rund 1.800 verletzt und 15.000 wurden obdachlos. Inoffiziell wird jedoch von einer höheren Opferzahl ausgegangen. Analco gilt infolge der Wiederaufbaumaßnahmen als ein Stadtteil mit moderner Bausubstanz.

## Verlauf des Unglücks

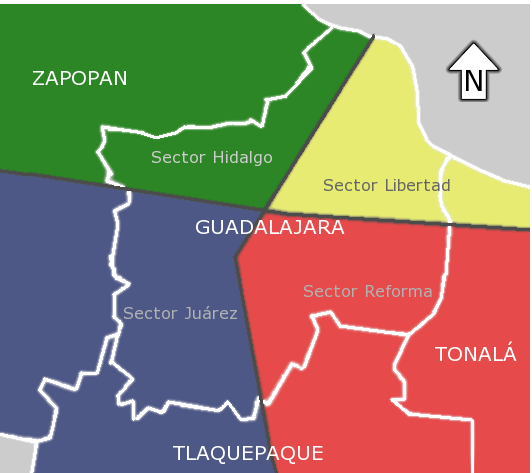
Das Unglück fand im Sector Reforma (rot) statt

Bereits drei Tage vor dem Unglück beklagten sich die Anwohner einiger Straßen Guadalajaras über einen Benzingeruch in Toilette und Abguss, Verunreinigungen des Leitungswassers mit Benzin und Dampffontänen aus der Kanalisation. Mitarbeiter der Stadtwerke und des Katastrophenschutzes entdeckten bei Untersuchungen, dass es in den Abwasserkanälen  ein explosionsfähiges Benzin-Luft-Gemisch gab. Die Gefahr wurde von den Verantwortlichen, insbesondere dem Bürgermeister Enrique Dau Flores, nicht ernst genommen und die betroffenen Straßenzüge wurden nicht evakuiert.
Durch einen Funken, der wahrscheinlich durch Kanalarbeiter ausgelöst wurde, die die Kanalisation lüften wollten, kam es schließlich am 22. April 1992 zu zahlreichen Explosionen entlang einer stark kanalisierten Hauptstraße und anderer angrenzender Straßen des Stadtteils Analco, wo sich Gasnester unterschiedlicher Konzentrationen gebildet hatten. Durch die Explosionen wurden Straßen und angrenzende Häuser wie bei einem Erdbeben zerstört. Die Explosionen zogen sich über sechs Stunden hin und erschwerten die Bergungsarbeiten, die von der an Erdbeben gewöhnten Bevölkerung sofort begonnen worden waren.

## Ursachen

### Technische Ursachen
Die Untersuchung rekonstruierte das Unglück folgendermaßen:
- Eine Wasserleitung und eine Benzinleitung, die sich im selben Kanal befanden, wiesen charakteristische Löcher von Streustromkorrosion auf. Ein Teil des Gleichstroms, der durch die Pipeline floss, um sie vor Korrosion zu schützen, wurde durch eine berührende Wasserleitung abgeleitet, wodurch sowohl Lecks in der Wasserleitung als auch in der Pipeline entstanden.[2] Dadurch sickerte Benzin (es sollen bis zu 600.000 Liter gewesen sein) in den Kanal.

- An der Kreuzung des Abwasserkanals mit einem Stadtbahn-Tunnel der Linie 1 des Nahverkehrsverbunds SITEUR sammelten sich die Benzindämpfe, da zwar das Abwasser durch den U-förmigen Düker gepumpt wurde, die Dämpfe aber auf der zufließenden Seite verblieben. Dadurch stieg die Konzentration des Benzins in der Luft vor dem Bahntunnel und verteilte sich über das östlich des Dükers liegende Kanalnetz.

Zwischenzeitlich wurde auch eine an das Stadtviertel angrenzende Speiseölfabrik verdächtigt, Industrieabfälle (insbesondere Hexan) unsachgemäß entsorgt zu haben – dieser Verdacht konnte jedoch im Laufe der Untersuchungen nicht bestätigt werden.

### Menschliche Schuld
In der Folge des Unglücks beschuldigten sich die Behörden und der staatliche Mineralölkonzern PEMEX gegenseitig, für die Katastrophe verantwortlich zu sein. Trotz intensiver Untersuchungen konnte am Ende nicht abschließend geklärt werden, wer die Schuld hatte.

## Folgen

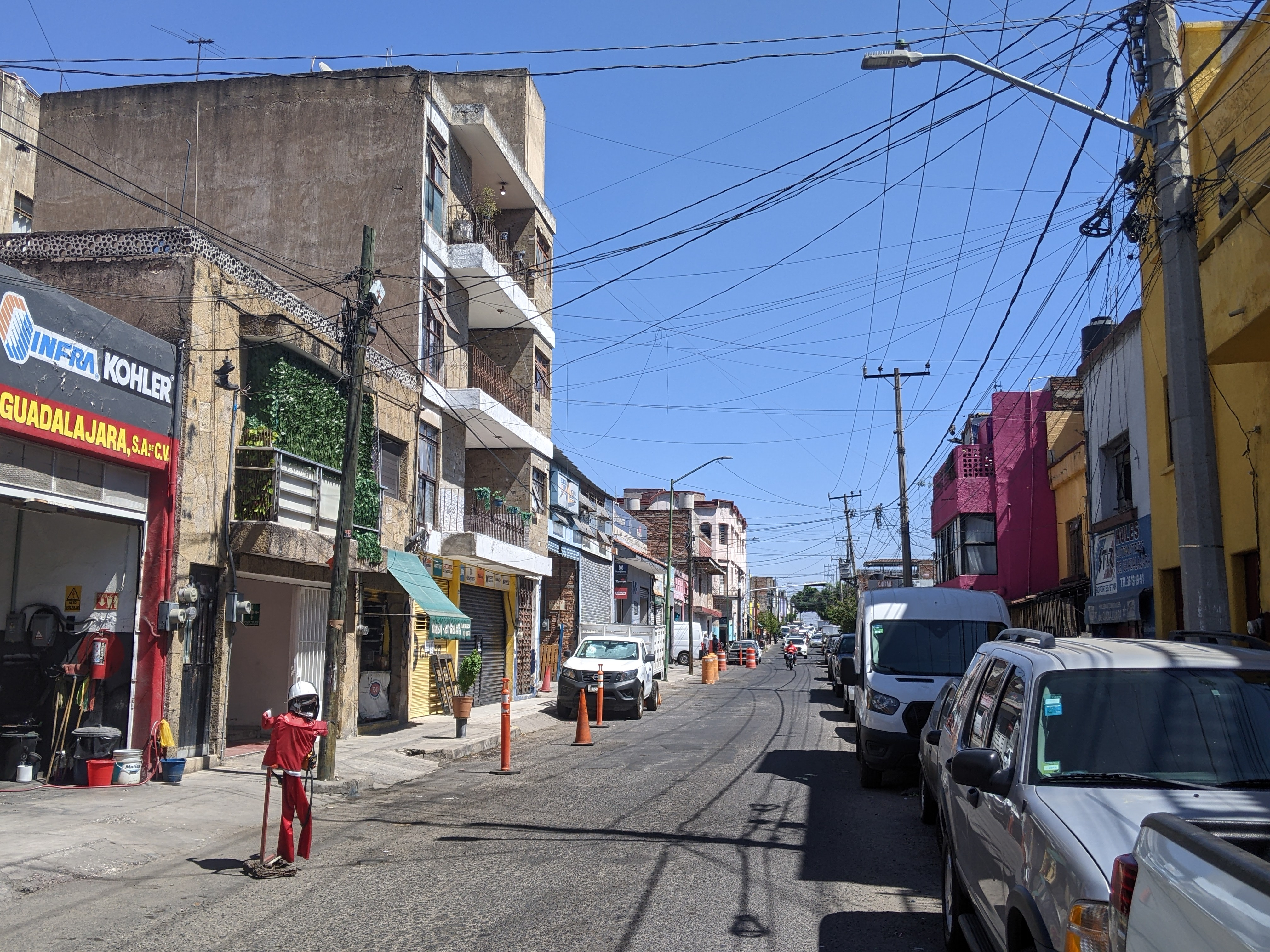
Blick von der Calzada Independencia in die wiederaufgebaute Calle Gante, die vom Unglück 1992 besonders schwer betroffen war (2025)

Durch die Explosionen wurden rund 8 Kilometer Straßen schwer beschädigt oder zerstört. Besonders betroffen war die Calle Gante, die von der Calzada Independencia ostwärts führt. Neben den zahlreichen Personenschäden wurden 1.142 Häuser, 450 Geschäfte, 100 Schulen und 600 Fahrzeuge beschädigt, insgesamt waren rund 13 Quadratkilometer Stadtfläche betroffen. Versicherungsgesellschaften schätzten die Sachschäden auf zwischen 300 Millionen und einer Milliarde Dollar.
Eine Folge der Dokumentationsserie Sekunden vor dem Unglück behandelt diese Katastrophe eingehend.
Zahlreiche Personen wurden im Nachgang festgenommen, denen vorgeworfen wurde, für Versäumnisse verantwortlich zu sein, die die Explosionen ausgelöst hatten. Letztendlich wurden sie jedoch alle freigesprochen. Allerdings trat der Gouverneur des Bundesstaates Jalisco, Guillermo Cosío Vidaurri, im Laufe dieser Auseinandersetzungen zurück und wurde durch Carlos Rivera Aceves abgelöst.
Die Stadt hat heute eine moderne Kanalisation und lässt mit Sensoren die Zusammensetzung des Abwassers ständig untersuchen. 

## Gedenken
In Erinnerung an das Unglück wurde am Jahrestag 2018 im Garten vor der historischen Kirche Templo de San Sebastián de Analco eine Gedenkstele des ortsansässigen Bildhauers Alfredo López Casanova enthüllt (20° 40′ 2,9″ N, 103° 20′ 34,4″ W). Ihre Inschrift lautet:

„ESTELA CONTRA EL OLVIDO Del Escultor Alfredo López Casanova En memoria de las miles de personas muertas, lesionadas y afectadas por la negligencia de las autoridades que generó las explosiones del 22 de abril de 1992 en el Sector Reforma de nuestra ciudad. Guadalajara, Jal. 22 de abril 2018 Promovida por: Asociación 22 de Abril en Guadalajara A.C. Cortesia de: Jorge Federico Eufracio Jaramillo“

„STELE GEGEN DAS VERGESSEN Vom Bildhauer Alfredo López Casanova. Zum Gedenken an die Tausenden von Menschen, die durch die Nachlässigkeit der Behörden, die die Explosionen vom 22. April 1992 im Reforma-Sektor unserer Stadt verursachten, getötet, verletzt oder betroffen wurden. Guadalajara, Jalisco. 22. April 2018 Gesponsert von: Asociación 22 de Abril en Guadalajara A.C. Mit freundlicher Genehmigung von: Jorge Federico Eufracio Jaramill“